# Erigone tolucana
Erigone tolucana là một loài nhện trong họ Linyphiidae.
Loài này thuộc chi Erigone. Erigone tolucana được Willis J. Gertsch & Michael Davis miêu tả năm 1937.